# News for Lulu
 (novembre 2023).
Si vous disposez d'ouvrages ou d'articles de référence ou si vous connaissez des sites web de qualité traitant du thème abordé ici, merci de compléter l'article en donnant les références utiles à sa vérifiabilité et en les liant à la section « Notes et références ».
News for Lulu est un album de John Zorn, George Lewis et Bill Frisell enregistré en 1987. Le répertoire est composé de pièces de musiciens associés au courant hard bop :  Freddie Redd (3, 8, 13, 18), Hank Mobley (2, 7, 10, 15, 20), Kenny Dorham (1, 5, 11, 17, 21) et Sonny Clark (4, 6, 9, 12, 14, 16, 19). L'album a été réédité en 1993 et en 2008 (sur hatOLOGY) avec des pochettes différentes.

## Titres
| 1.    | K.D.'s Motion       | 3:22 |
| 2.    | Funk In Deep Freeze | 4:31 |
| 3.    | Melanie             | 4:01 |
| 4.    | Melody For C        | 4:26 |
| 5.    | Lotus Blossom       | 4:08 |
| 6.    | Eastern Incident    | 4:04 |
| 7.    | Peckin' Time        | 3:13 |
| 8.    | Blues Blues Blues   | 4:17 |
| 9.    | Blue Minor (Take 1) | 3:43 |
| 10.   | This I Dig Of You   | 3:13 |
| 11.   | Venita's Dance      | 3:23 |
| 12.   | News For Lulu       | 4:07 |
| 13.   | Olé                 | 3:47 |
| 14.   | Sonny's Crib        | 5:22 |
| 15.   | Hank's Other Tune   | 3:52 |
| 16.   | Blue Minor (Take 2) | 3:26 |
| 17.   | Windmill            | 0:40 |
| 18.   | News For Lulu       | 4:19 |
| 19.   | Funk In Deep Freeze | 3:29 |
| 20.   | Windmill            | 1:03 |
| 72:26 |                     |      |

## Personnel
- Bill Frisell - guitare
- George Lewis - trombone
- John Zorn - saxophone alto